# サンフラワー (アルバム)
『サンフラワー』 (Sunflower) は、1970年にリリースされたザ・ビーチ・ボーイズのアルバム。リプリーズ移籍後初のアルバム。
本作は「ビルボード」誌チャート最高151位とセールス的には不振だったが、主要ソングライターのブライアン・ウィルソンやマイク・ラヴ以外のメンバーも、積極的に曲作りに参加して多彩な音楽性を示し、現在では彼らの1970年代の作品で最良の作品と見なされている。特に4曲を提供したデニス・ウィルソンと、ビーチ・ボーイズのメンバーとしては本作で初めてリード・ヴォーカルを披露したブルース・ジョンストンの躍進が著しい。
メンバーが実子たちと芝生上で戯れる表ジャケット写真は、クルーナー歌手ディーン・マーティンの息子リッキ・マーティンにより、ディーン所有のゴルフコースで撮影された。リッキは1977年にカール・ウィルソンのプロデュースにより唯一のアルバム『ビーチド (BEACHED)』を発表する。
「ローリング・ストーンの選ぶオールタイム・ベストアルバム500」において380位。

## 曲目
1. スリップ・オン・スルー - Slip on Through (Dennis Wilson) 2:17
2. ディス・ホウル・ワールド - This Whole World (Brian Wilson) 1:56
3. アド・サム・ミュージック・トゥ・ユア・デイ - Add Some Music to Your Day (Brian Wilson/Joe Knott/ Mike Love) 3:34
4. ガット・トゥ・ノウ・ザ・ウーマン - Got to Know the Woman (Dennis Wilson) 2:41
5. ディードリ - Deirdre (Bruce Johnston/Brian Wilson) 3:27
6. イッツ・アバウト・タイム - It's About Time (Dennis Wilson/ Carl Wilson/Bob Burchman/ Al Jardine) 2:55
7. ティアーズ・イン・ザ・モーニング - Tears in the Morning (Bruce Johnston) 4:07
8. オール・アイ・ウォナ・ドゥ - All I Wanna Do (Brian Wilson/Mike Love) 2:34
9. フォーエヴァー - Forever (Dennis Wilson/Gregg Jakobson) 2:40
10. アワー・スウィート・ラヴ - Our Sweet Love (Brian Wilson/Carl Wilson/Al Jardine) 2:38
11. アット・マイ・ウィンドウ - At My Window (Brian Wilson/Al Jardine) 2:30
12. クール・クール・ウォーター - Cool, Cool Water (Brian Wilson/Mike Love) 5:03

ヨーロッパ盤曲目
本ヴァージョンは1970年11月にEMIによってリリースされた。アメリカ盤とは異なり「コットンフィールズ」から始まり、「ガット・トゥ・ノウ・ザ・ウーマン」と「ディードリ」の位置が差し替えられている。個々のトラックは英米共に違いはない。現在はヨーロッパ盤もアメリカ盤と同内容で発売されている。
1. コットンフィールズ - Cottonfields (Huddie Ledbetter) 3:02
2. スリップ・オン・スルー - Slip on Through (Dennis Wilson) 2:17
3. ディス・ホウル・ワールド - This Whole World (Brian Wilson) 1:56
4. アド・サム・ミュージック・トゥ・ユア・デイ - Add Some Music to Your Day (Brian Wilson/Joe Knott/Mike Love) 3:34
5. ディードリ - Deirdre (Bruce Johnston/Brian Wilson) 3:27
6. ガット・トゥ・ノウ・ザ・ウーマン - Got to Know the Woman (Dennis Wilson) 2:41
7. イッツ・アバウト・タイム - It's About Time (Dennis Wilson/Carl Wilson/Bob Burchman/Al Jardine) 2:55
8. ティアーズ・イン・ザ・モーニング - Tears in the Morning (Bruce Johnston) 4:07
9. オール・アイ・ウォナ・ドゥ - All I Wanna Do (Brian Wilson/Mike Love) 2:34
10. フォーエヴァー - Forever (Dennis Wilson/Gregg Jakobson) 2:40
11. アワー・スウィート・ラヴ - Our Sweet Love (Brian Wilson/Carl Wilson/Al Jardine) 2:38
12. アット・マイ・ウィンドウ - At My Window (Brian Wilson/Al Jardine) 2:30
13. クール・クール・ウォーター - Cool, Cool Water (Brian Wilson/Mike Love) 5:03